# I.R.A. (banda)
I.R.A. es una banda colombiana de punk de la ciudad de Medellín, formada en 1985 por David Viola (actual guitarrista y vocalista de la banda) y algunos de sus amigos. Es una de las bandas del género más longevas de Medellín, debido a la constancia y perseverancia de su líder. Su larga carrera y sus recientes giras la han convertido en una de las bandas de punk más importantes y populares en Medellín y Colombia. En sus canciones expresan y critican la difícil realidad de Colombia, del mundo, y también los sentimientos que la vida puede despertar.

## Integrantes actuales
- Mónica Moreno: Batería y voz
- David Viola: Guitarra y voz
- Duván Ocampo: Bajo y coros

## Historia
I.R.A. se formó a finales de 1985 con el nombre de S.I.D.A. (Sucios y Desordenados Anarquistas), cuando José R y Viola se encuentran con José, que se reunía con un grupo de amigos en el parque del Poblado en Medellín, y le proponen ser el guitarrista de un proyecto punk. Los integrantes, en ese entonces, eran: Yoryi (batería), José R (bajo), José Juan (guitarra) y Viola (voz). Empezaron ensayando en una casa, de la cual fueron expulsados por el ruido y desorden del público que asistía a los ensayos; luego empezaron a alquilar en uno de los primeros ensayaderos que existieron en Medellín, allí la calidad del sonido era mala, pero era una de las únicas opciones que tenía la banda para sobrevivir.
En 1986 cambiaron el nombre de la banda a I.R.A., por "Ideas de Revolución Adolescente". A partir de entonces encontraron nuevos lugares para ensayar, casas de amigos y lugares abandonados, pero esos ensayos tenían poco o ningún acceso al público, con la intención de evitar problemas.
En 1989, la banda se presentó por primera vez, en el barrio La Visitación de Medellín. El mismo año, la banda grabó su primer trabajo en Chava Bluss Studios: Barkizidio, un EP de 7", con nueve canciones.
En 1990, José Juan, quien solía pasar el rato en el parque Poblado y caminar por las calles de la ciudad, alquiló una casa con su amigo Chozas. La Casa Punk se convirtió en el lugar donde la escena subterránea de Medellín sobrevivió y se fortaleció durante los tiempos violentos de la guerra narcoterrorista. La banda tendría varias actuaciones en las que tocaron junto a algunas de las bandas subterráneas más importantes de la época: B.S.N. (Bastardos Sin Nombre), Dexconcierto, Reencarnación, Crimen Impune, C.T.C., Nada, Antioquia Podrida, Ataque de Sonido y otros. Ese mismo año, Yoryi (batería) deja la banda y es reemplazado por Marcelo. Además, tocan fuera de Antioquia por primera vez, en Pereira, Risaralda, en un toque organizado por los punks de un barrio de esa ciudad.
En 1991 en Raimond Records Studio, la banda grabó su segundo EP, Atentado Terrorista, que contenía ocho canciones, con sonidos de bajo grabados por Viola, en reemplazo de José R.
En 1993, la formación cambió de nuevo; el nuevo baterista Kamel reemplazó a Josecito, quien había reemplazado a Marcelo en 1992; Federico también se unió a la banda como bajista, Mónica hizo algunos coros y también cantó un par de canciones. Viola continuó haciendo las voces y José Juan la guitarra y el coro, en "el disco más borracho jamás grabado". Con esta formación, la banda grabó el LP Impotable Diversión. También hicieron una gira por Ecuador, actuando en Quito, Ambato y Cuenca.
En 1996, en los estudios de Pussy Music, la banda grabó su primer álbum en CD, Crónicas de una década podría, que contenía 26 de sus canciones compuestas entre 1986 y 1996; Fue lanzado en el Palacio de los Eventos de Medellín, en una actuación donde aparecieron junto a la banda Neus.
En 1997, José Juan dejó la banda y fue reemplazado por Federico, quien fue reemplazado en el bajo por Cabe; Kamel también se fue y fue reemplazado por Aníbal; con esta formación, la banda se fue a Venezuela, allí tocaron en el Poliedro en Caracas. Más tarde, durante ese mismo año, Federico también deja la banda y es reemplazado por Viola.
En 1998 graban tres canciones para la compilación Ideas encontradas, producida por Sin Piedad Records. El mismo año, otros integrantes abandonan la banda: Aníbal fue reemplazado por Fredy, y Cabe fue reemplazado por Gabriel. Con esta formación, la banda grabó su segundo álbum en TKG Records y Organic Sound, Entre amigos. En este álbum, José Juan, fundador de la banda, quien se había ido el año anterior, volvió a tocar la guitarra, pero solo como músico invitado.
En 1999, la banda tocó en "Rockatón", un concierto para recaudar fondos para las personas afectadas por el terremoto en el Eje Cafetero.
En 2000, Fredy dejó la banda y fue reemplazado por Mónica. El mismo año, la banda actuó junto a bandas como: Fértil Miseria, La Zorra, Ácido Folklórico, Cafeteras, Dumka Diskantus, 2 minutos, 911,Tr3s de Corazón, Mojiganga, Grito, 5 de Menos, Tres Hombres y La siembra.
En 2003, en los estudios El Pez, grabaron su tercer álbum: Epidemia de Infexion Respiratoria Aguda. Este álbum contenía 14 canciones nuevas, 14 versiones de canciones antiguas y nueve canciones grabadas en vivo; junto con el álbum, la banda lanzó su primer video, de la canción Lo que ustedes se merecen. La banda también realizó una breve gira en Colombia, actuando en Medellín, Bogotá y Cali simultáneamente con el lanzamiento del álbum en estas ciudades. Más tarde, ese mismo año, la banda lanzó su segundo video, de la canción Neurona.
En marzo y abril de 2004, la banda recorrió los Estados Unidos, allí tuvieron quince actuaciones en Boston, Baltimore, Nueva York (donde se presentaron en el famoso CBGB, y durante la cual la banda grabó un álbum en vivo), Nueva Jersey, Miami (donde filmaron el video de la canción Explotados), Monterrey, Berkeley y San Francisco. Cuando la banda regresó a Colombia, comienza una nueva gira, actuando en Bogotá, Cali, Manizales, Ibagué, Bucaramanga, Armenia, Rionegro y Medellín, donde actuaron junto a la banda estadounidense Molotov Cocktail. En diciembre tocaron en el Festival Altavoz 2004, en una actuación en la plaza de toros La Macarena de Medellín. La banda también grabó su cuarto álbum Décadas de libertad, que se lanzaría al año siguiente.
En marzo de 2005, la banda tocó en el Festival Ancón 2005. Más tarde, la banda actuaría en Ecuador y Venezuela. Después de regresar a Colombia lanzaron su nuevo álbum, y un documental sobre la banda: Documentira. En junio del mismo año, la banda comenzó una nueva gira por los Estados Unidos, lanzando allí su nuevo álbum y actuando en varias ciudades, incluyendo nuevamente el CBGB en Nueva York, y filmaron el video de la canción Vivir para esto en Miami. En agosto, después de regresar de los Estados Unidos, Gabriel deja la banda. Mónica y Viola decidieron no reemplazarlo, e invitan a otros músicos a tocar el bajo en presentaciones en vivo y futuras grabaciones de álbumes.
I.R.A. es una banda de punk colombiana con contenido social en sus canciones, se expresa con independencia, decisión y responsabilidad respecto a la vida cotidiana y las relaciones que en ella se establecen, retoma estos elementos en sus líricas en ejercicios de reflexión, crítica, protesta, conciencia, propuesta y construcción de vida. Conformada desde la década de los ochenta, tiene más de treinta años de recorrido en la escena rock del país y del mundo.
En su trayectoria ha realizado 11 producciones fonográficas; ha participado en 14 compilaciones; ha grabado 15 videoclips y varios videoconciertos y documentales; ha realizado giras por todo Colombia, Sudamérica, Centroamérica y Estados Unidos; ha sido invitada a los principales conciertos internacionales y festivales realizados en Colombia; ha sido premiada y distinguida por diversos medios de comunicación y autoridades en su género; ha coproducido el primer documental independiente de una banda de punk colombiana, Impotable Diversión; y han publicado el primer libro autobiográfico de una banda de rock en el país, I.R.A., la Antileyenda, así como el primer libro del género punk, Punk Medallo, y el primer libro conmemorativo de 30 años de una banda de rock en el país, Aguante I.R.A. 30 Años de Punk; también han realizado la primera adaptación acústica de una banda de su género en el país.

#### Principales conciertos
- Festival de la Juventud, Caracas, Venezuela: 1997
- Festival Rockaton de Medellín: 1999
- Festival Punk Olympics New York CBGB: 2004
- Festival Rock al Parque en Bogotá: 2005, 2009, 2014
- Festival Altavoz Medellín: 2004, 2006, 2008, 2010, 2014
- Festival Ancon: 2005
- Concierto Narcosis / I.R.A:  2006
- Aztro Zombie Tour, junto a Misfits: 2006
- Kartel Punk Medellín con Envidia Kotxina de España: 2006
- Concierto Dos Minutos / I.R.A.: 2007
- POGOTON: 2008
- Festival Ibagué Ciudad Rock VI: 2008, 2014.
- Concierto Garotos Podres / I.R.A: 2008
- Festival Cali Underground: 2009
- Concierto acústico U. de Antioquia: 2009
- Concierto Casualties / I.R.A: 2009
- Festival Manizales Grita Rock: 2006, 2010, 2016
- Solidaridad con Haití: 2010.
- Car Audio Rock Festival: 2011, 2014.
- Concierto Señal Radionica (Señal Colombia – Radiónica): 2011
- Acústicos Radiónica: 2012
- Festival Convivencia Rock de Pereira: 2012
- Festival Cálido Rock: 2012
- Festival Neiva Rock: 2013
- Festival Batalla por el Rock Cali: 2013
- Festival Rock al Grano Bogotá: 2013
- Festival Altavoz Antioquia – Concierto didáctico: 2013
- Festival Viga Rock: 2014
- Concierto Ska-P / I.R.A: 2014
- Punk Rock Bowling & Music Festival Las Vegas, EE. UU.: 2015
- Miche Rock Festival Barranquilla: 2016
- Rockmiñawi XXVII, Quito, Ecuador: 2024
- No mas Ole!, Bogota, Colombia: 2024

## Discografía

### Álbumes de estudio
- 1993 - Impotable Diversión
- 1998 - Entre Amigos
- 2003 - Epidemia De Infexion Respiratoria Aguda
- 2005 - Décadas de Libertad
- 2009 - Firmes
- 2014 - I.R.A PURA
- 2017 - Botas De Hierro
- 2021 - I.R.A DISFONICO

### Álbumes en directo
- 2004 - I.R.A en Vivo CBGB NewYork
- 2006 - Side by Side. Florida _ Medellín.

### Álbumes recopilatorios
- 1994 - Impotable Diversión + "Atentado Terrorista" + "Barquizidio"
- 1996 - Crónicas de una década podrida

### EP
- 1989 - Barkizidio
- 1990 - Atentado Terrorista
- 1997 - Angustia (split junto a Peaceful Protest)

### Compilaciones
- Perú (Rompe la incomunicación)
- Ecuador (Kontestatario)
- Alemania (Rudi Ratt Vol II)
- Alemania (Punk Will Never Die)
- España (Rock contra el quinto Centenario)
- Japón (Peacefull Protest)
- Estados Unidos (Side by Side)
- Suramérica (Ideas Encontradas)
- Colombia (Cartel del Punk)
- Colombia (Jornada del Caos)
- Colombia (Disparando Sonidos)
- Colombia (Punk para un amigo)
- Estados Unidos (South América in Decline)
- Colombia (Grito Antitaurino)
- Argentina (Punk Sur América)
- México DF (Ni dios, ni amo, ni marido, ni patrón).
- Colombia (Compilados radionica)
- México ( Banda sonora Rosario Tijeras)
- Colombia ( Locomotora Live)
- Colombia ( Acústicos Radionica)
- Estados Unidos ( Máximun Rock & Roll)
- ¡POGO! En Órbita Sonidos Extremos de Colombia
- México (El punk nunca ha muerto)